# Institute for New Economic Thinking
O Institute for New Economic Thinking (INET) é um think tank sem fins lucrativos com sede em Nova York. Foi fundada em outubro de 2009 como resultado da crise financeira global de 2007-2012, e administra uma variedade de programas afiliados em grandes universidades, como o Instituto Cambridge-INET da Universidade de Cambridge.

## História
O INET foi fundado com uma promessa inicial de US$ 50 milhões do empresário e filantropo George Soros.

## Afiliados
O Instituto tem desembolsado aproximadamente US$ 4 milhões anuais em bolsas de pesquisa para estudantes e professores. O Instituto Cambridge-INET (co-financiado com William H. Janeway) estabeleceu um instituto avançado para o pensamento econômico na Universidade de Cambridge, O Instituto Cambridge-INET foi dotado com uma doação de US$ 3,75 milhões do Keynes Fund for Applied Economics, Isaac Newton Trust e da Faculdade de Economia da Universidade de Cambridge. Em janeiro de 2011, o INET fez uma parceria com o Centre for International Governance Innovation para apoiar pesquisas em teoria econômica e projetos inovadores. Colaborações semelhantes existem com o INET no Institute for New Economic Thinking da Oxford Martin School, que foi co-financiado por James Martin, bem como com o INET Center on Imperfect Knowledge Economics (IKE) na Universidade de Copenhague.

## Programas e projetos
Os programas de pesquisa apoiados pelo INET incluem:
- Programa de bolsas INET para apoiar pesquisadores que desafiam a ortodoxia econômica e ajudam a desenvolver novos paradigmas na disciplina.[5]
- Série de palestras com economistas e pensadores, incluindo Michael Sandel, William Janeway, Perry Mehrling e outros.[6]
- O Grupo de Trabalho Global de Capital Humano e Oportunidade Econômica, liderado por James Heckman, é afiliado ao Instituto Becker Friedman de Pesquisa em Economia da Universidade de Chicago.[6]

## Liderança
O diretor executivo é Robert Johnson, ex-diretor administrativo dos fundos de hedge Soros Fund Management e Moore Capital Management.